# Calle Hombre de Piedra
La calle Hombre de Piedra es una vía pública de la ciudad española de Sevilla.

## Descripción
La vía discurre desde la calle Jesús del Gran Poder hasta Santa Clara. Debe el título a un busto de mármol situado a la altura del cruce con la calle Medina. Aparece descrita en la Noticia histórica del origen de los nombres de las calles de esta ciudad de Sevilla (1839) de Félix González de León con las siguientes palabras:

Calle del Hombre de Piedra. Pertenece al cuartel C. y á la parroquia de san Lorenzo; se nombra así por una estatua de mármol, que sostenida por una argolla de fierro, está en una pared en medio de la calle, en lo que fué esquina de la calle del Arquillo de las Roelas antes que se tapiára; cuya estátua nada se distingue ya en ella, por lo gastada del tiempo. Mil cuentos, é historias se refieren de esta figura ó estátua que no están escritas en ninguna parte, y así carecen de toda verdad y fundamento; lo mas comun es que era un hombre que se convirtió en piedra por blasfemo. En la calle nada hay de particular, es regular de ancho, y pasa desde la plaza de la Alameda junto á la Inquisicion, á las esquinas de la de santa Clara.
(González de León, 1839, p. 330)